# 国鉄ヒ200形貨車
国鉄ヒ200形貨車（こくてつヒ200がたかしゃ）は、かつて鉄道省及び1949年（昭和24年）6月1日以降は日本国有鉄道（国鉄）に在籍した事業用貨車（控車）である。

## 概要
ヒ200形は、構内入換用の控車として1935年（昭和10年）3月下旬にハフ3323形（定員48人の2軸客車）2両（ハフ3325、ハフ3352→ヒ200、ヒ201）を種車として製作された車両である。改造工事は盛岡工場一か所のみで行われた。製造後全車塩竈駅（現在の塩釜駅とは異なる）へ常備された。後にヒ180形増備の際ヒ200、ヒ201が割り振られ二重車番となった。
控車は通常古い貨車を種車として製作されるが、本形式は唯一客車より改造された形式である。改造に際しては種車の上回りを撤去することなく客車時代そのままで使用されたと思われる。使用方法も他の控車と同様であったのか、あるいは特殊な使用であったのかよく分かっていない。
ヒ200が1953年（昭和28年）7月13日に廃車になり、ヒ201が1955年（昭和30年）8月20日に廃車になったことにより形式消滅した。